# Anthony Little
Anthony Little (født 6. november 1980 i Mullewa) er en australsk amatørbokser, som konkurrerer i vægtklassen Letvægt. Little har ingen større internationale resultater, og fik sin olympiske debut da han repræsenterede Australien ved sommer-OL 2004. Han repræsenterede også Australien ved sommer-OL 2008, hvor han blev slået ud i ottendedelsfinalen af Aleksei Tishchenko fra Rusland i samme vægtklasse.